# 唐納德·普倫蒂斯·布思
唐納德·普倫蒂斯·布思（英語：Donald Prentice Booth；1902年12月21日—1993年10月30日）美國陸軍軍官，最高官職為陸軍中將。
出生於紐約州奧爾巴尼。其父阿爾弗雷德·詹姆斯·布思（Alfred James Booth）是一位陸軍上尉，曾參加美西戰爭和第一次世界大戰。1926年，唐納德·布思畢業於西點軍校，被任命為陸軍工兵少尉，隨後進入康乃爾大學深造，學習陸軍工兵軍官課程，於1930年畢業。1940年加入德克薩斯州休斯敦的第2工兵營，此後直到1942年，擔任西雅圖工兵地區指揮官副官。
1942年至1944年，任波斯灣軍管區指揮官。1944年5月升准尉。在此期間，他負責向蘇聯輸送物資援助。1944年至1945年任陸軍參謀長，指揮波斯灣軍管區。
第二次世界大戰之後，布思任陸軍長官特別副官。1953年至1954年，先後擔任陸軍州兵第28步兵師、第9步兵師的師長，駐紮德國。1955年至1958年，任陸軍參謀本部人事擔當參謀次長。

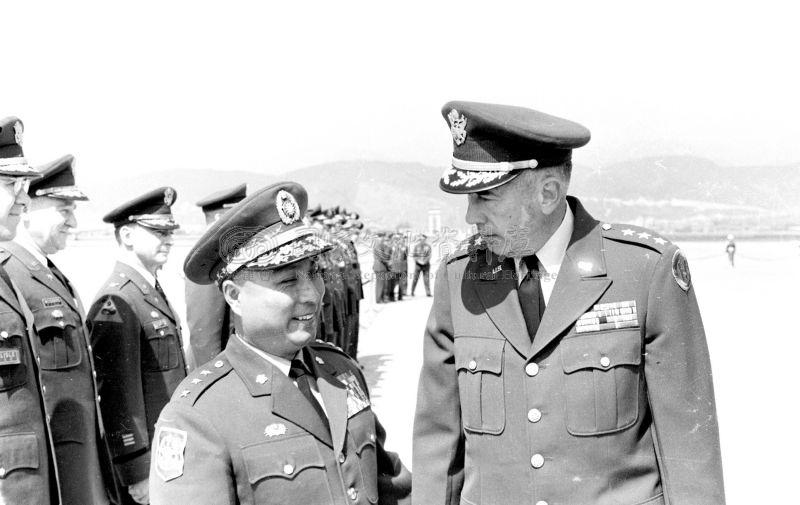
1960年2月24日，琉球列島高級專員兼駐琉球陸軍第九軍團司令布斯中將訪問台灣，陸軍總司令羅列上將在台北松山空軍基地歡迎

1958年至1961年，被派往琉球列島，擔任琉球列島高級專員。在琉球期間，他一反前任穆爾的獨裁統治，表示尊重琉球的民意，穩定了琉球的民心。在行政主席選舉的時候，他採用了立法院第一政黨的意見。此外他用美元逐漸取代B型軍票，作為琉球的貨幣。
1961年至1962年，擔任美國陸軍第四軍團（集團軍）司令。1962年退役，居住在加利福尼亞州聖塔芭芭拉。1993年逝世，葬於阿靈頓國家公墓。